# Медведка (Сорочинский район)
Медведка — посёлок в Сорочинском городском округе Оренбургской области России.

## География
Посёлок находится в западной части Оренбургской области, в пределах возвышенности Общий Сырт, в степной зоне, на берегах реки Медведки, на расстоянии примерно 18 километров (по прямой) к юго-востоку от города Сорочинска, административного центра района. Абсолютная высота — 148 метров над уровнем моря.
Часовой пояс
Посёлок Медведка, как и вся Оренбургская область, находится в часовой зоне МСК+2. Смещение применяемого времени относительно UTC составляет +5:00.

## История
До 1 июня 2015 года входил в состав ныне упразднённого Матвеевского сельсовета.

## Население
| 2010 |
| ---- |
| 35   |

Половой состав
По данным Всероссийской переписи населения 2010 года в половой структуре населения мужчины составляли 57,1 %, женщины — соответственно 42,9 %.
Национальный состав
Согласно результатам переписи 2002 года, в национальной структуре населения татары составляли 96 % из 72 чел.